# Jacobus Gerardus Schepers
Jacobus Gerardus Schepers (* 18. August 1798 in Dingden; † 27. November 1863) war ein deutscher Priester, apostolischer Vikar von Niederländisch-Guyana-Suriname und Titularbischof von Milopotamus.

## Leben
Geboren als Sohn eines Schneiders an der Küningsmühle in Dingden, wurde er 1812 mit zwei Brüdern zum Russlandfeldzug eingezogen. Bei Mainz desertierten die Geschwister und flohen in die Niederlande. Dort kam Gerardus bei einem Bauern unter, der ihm ein Studium ermöglichte. Schließlich wurde er am 20. April 1829 als Redemptorist zum Priester geweiht. Von 1843 bis 1852 war er apostolischer Administrator von Niederländisch-Guyana-Suriname. Die Ernennung zum apostolischen Vikar von Niederländisch-Guyana-Suriname sowie zum Titularbischof von Milopotamus erfolgte am 7. September 1852. Bei einer Reise nach Deutschland im Jahre 1854 besuchte er seinen Geburtsort und ließ sich bei dieser Gelegenheit in Köln fotografieren. Nach seiner Rückkehr starb er im Jahr 1863.